# Eduardo Rovner
Eduardo Rovner (Buenos Aires, Argentina, 20 de agosto de 1942-Pinamar, 22 de abril de 2019) fue un autor y director teatral argentino, ingeniero electrónico egresado de la Universidad de Buenos Aires, psicólogo social de la Escuela de Enrique Pichón Rivière y músico (violinista) del Conservatorio Municipal de Música “Manuel de Falla”.

## Actividad institucional y académica
Fue director general y artístico del Teatro General San Martín, director del Plan Estratégico de Cultura de la Ciudad de Buenos Aires, e integrante, representando al Teatro, del Consejo de Cultura de la Nación. Además, formó parte del MATe (Movimiento de Apoyo al Teatro), fue director de la editorial Emergentes y de la revista Espacio de crítica e investigación teatral, fundador y vicepresidente de la fundación "Carlos Somigliana" que dirige el Teatro del Pueblo, y vicepresidente de 17 de los Congresos Internacionales de Teatro Iberoamericano y Argentino. 
También fue profesor titular de las materias “Taller de escritura dramática” y “Creatividad” en Arte Dramático y de la materia "Dramaturgia" en la Maestría en Teatro Argentino y Latinoamericano de la Facultad de Filosofía y Letras de la Universidad de Buenos Aires. Fue autor de trabajos teóricos publicados en revistas nacionales e internacionales.  
Intervino en congresos nacionales e internacionales, para participar en foros, mesas redondas y encuentros y fue invitado para dictar talleres, seminarios y conferencias en la Université de la Sorbonne de París (Francia), el Festival Nine Gates de Praga, la Feria del Libro de Praga, la Feria del Libro de Guadalajara, el Congreso de Teatro Latinoamericano en la Universidad de Kansas (EUA); el Congreso de Teatro Latinoamericano en la Universidad de Connecticut (EUA); el Festival Internacional de Teatro de Ribadavia, Galicia, España; la Universidad de Murcia, España y las universidades de Virginia Tech, Carolina del Norte, Dartmouth, Connecticut, Kansas, College Station y Madison de Estados Unidos. También fue invitado por el New York State Council on the Arts y la revista Ollantay, de Nueva York.
Con un grupo de Dramaturgos hispano-americanos, Rovner fundó con mucho éxito PROFESIONALES DEL TEATRO, AC. (PROTEAC), colaborando con Roberto Ramos Perea, de Puerto Rico, Guillermo Schmidhuber de la Mora, de México, Mauricio Kartún, de Argentina, y Rodolfo Santana, de Venezuela.

## Obras
Fue autor de más de cincuenta obras, editadas en siete tomos por Ediciones de la Flor y representadas en diferentes países. Entre ellas:
| - Volvió una noche - Cuarteto - Compañía - Lejana tierra mía - Teodoro y la luna - Sueños de náufrago - La mosca blanca - Una pareja - Y el mundo vendrá - Almas gemelas - Otras almas gemelas - Último premio - Sócrates, el encantador de almas - Arturo Illia. Historia de un hombre y un golpe - La sombra de Federico, en coautoría con César Oliva - Tinieblas de un escritor enamorado - Noche de ronda - Alma en pena | - Fuego en Casabindo, libreto para ópera basado en la novela de Héctor Tizón, en coautoría con Bernardo Carey - En tren de soñar - Una pareja - El otro y su sombra - La otra - Los Velázquez - Desdentados - Sueños de artistas - El sueño de Ulises - Te voy a matar, mamá - El hombre lobo - Los peligros del turismo - Viejas ilusiones - Viejas ilusiones 2 - La musa y el poeta - El misterio de la obra de arte - Señores, yo soy el tango. Azucena Maizani: la Ñata Gaucha |

## Obras breves
- ¿Una foto?
- Concierto de aniversario
- Carne
- La vieja, la joven y el harapiento
- El poeta y el sepulturero
- Viejas ilusiones
- Viejas ilusiones 2
- Esto no da para más
- El padre, el hijo y el espíritu volátil

## Versiones para musicales
- La nona, sobre el texto de Roberto Cossa.
- Fuego en Casabindo, ópera, versión de la novela de Héctor Tizón, en coautoría con Bernardo Carey.
- La flauta mágica, ópera para niños, en coautoría con Marcelo Katz y Martín Joab.
- Guillermo Tell, ópera para niños, en coautoría con Marcelo Katz y Martín Joab.

## Teatro en historieta
- Volvió una noche. Adaptación a la historieta: Alejandro Farias y Lubrio. Editorial Loco Rabia.
- Viejas ilusiones. Adaptación a la historieta: Alejandro Farias (guion) y Juan Bobillo (dibujos). Editorial Loco Rabia.
- El hombre lobo. Adaptación a la historieta: Alejandro Farias (guion) y Juan Bobillo (dibujos). Editorial Loco Rabia.

## Premios
- Declarado "Personalidad Destacada en el Ámbito de la Cultura de la Ciudad" por la Legislatura de la Ciudad de Buenos Aires
- Premio Casa de las Américas
- Primero y segundo Premio Nacional de Dramaturgia
- Galardonado como "Embajador de la creatividad argentina en el mundo" por la Universidad de Palermo de Buenos Aires
- Premio Argentores en cuatro ocasiones.
- Municipal de Buenos Aires
- Premio ACE de Argentina
- Premio Konex
- Teatro XXI
- Estrella de Mar
- Premio ACE de Nueva York
- Premio HOLA de Nueva York
- Premio Asociación de Autores de España
- Premio María Casares de España
- Premio Florencio de Uruguay